# Agostino Aglio

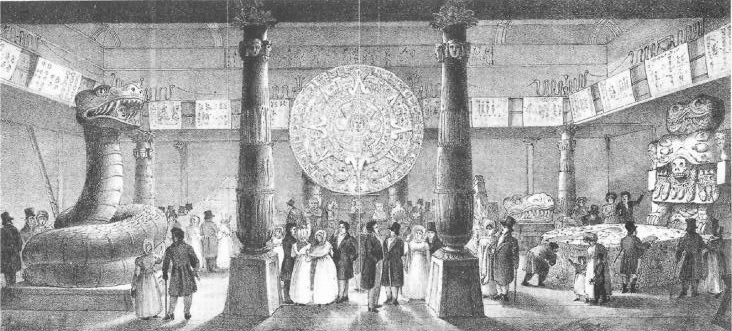
Grabado de Agostino Aglio sobre la exhibición de 1824 que se llamó México Antiguo sobre antigüedades del Nuevo Mundo organizada por William Bullock.

Agostino Aglio (15 de diciembre de 1777 – 30 de enero de 1857) fue un pintor, decorador y grabador italiano. 
Nació en la ciudad de Cremona. Hizo sus estudios en la academia de Brera en Milán. En 1803 viajó a Inglaterra para trabajar como asistente del arquitecto William Wilkins, en la elaboración de su obra Antiquities of Magna Gracia que se publicó en 1807. Durante muchos años Aglio trabajó en la decoración de teatros, iglesias y casas particulares, tanto de Inglaterra como de Irlanda.
Entre los años 1820 y 1840, publicó o contribuyó a la publicación de varias obras importantes como la Colección de Capiteles y Frisos de la antigüedad y Antigüedades de México, parte de cuyo contenido preparó comisionado por Lord Kingsborough. En esta última obra se encuentra el denominado Códice Kingsborough, que incluye una copia facsimilar del Códice de Dresde realizada por Aglio. También pintó un retrato de la Reina Victoria que después fue grabado.

## Honores
Hay una calle en la ciudad de Cremona que lleva el nombre del artista.